# Émile Lahoud

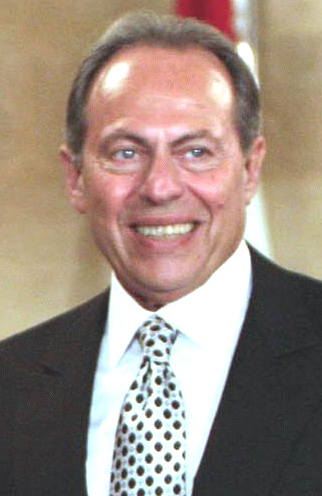
Émile Lahoud, 2003

Émile Geamil Lahoud (arabisch إميل جميل لحود, DMG Imīl Ǧamīl Laḥūd‎; * 12. Januar 1936 in Baabda, Libanon) ist ein libanesischer Politiker und früherer Militär, von 1998 bis 2007 war er Staatspräsident. Er ist der Onkel von Nassib Lahoud und mütterlich armenischer Abstammung. Seine Großeltern mütterlicherseits, Takouhi Kalebjian und Minas Sagerian, stammten aus der Schwarzmeerstadt Adabasar (heute Adapazarı in der Türkei) und wurden während der Völkermords an den Armeniern im Osmanischen Reich getötet.
Lahoud studierte an mehreren Militärakademien im In- und Ausland. Er war Berufsoffizier im Rang eines Generals und vor seiner Wahl zum Staatspräsidenten oberster Kommandant der Streitkräfte des Libanons. Unter ihm wurden nach dem Bürgerkrieg (1990) mehrere Milizen in die libanesische Armee integriert. Die libanesische Verfassung wurde im Jahre 1998 auf Druck Syriens verändert, um eine Militärperson zum Staatspräsidenten wählen zu können.
Lahoud war seit 1998 als Nachfolger Élias Hrawis Staatspräsident und wurde bei den Parlamentswahlen von August bis Oktober 2000 bestätigt. Zuvor war er Berufsoffizier und Oberbefehlshaber der libanesischen Armee. Lahoud gehört der christlich-maronitischen Konfession an.
Kritiker und Gegner werfen ihm eine zu große Nähe zu den bis zu ihrem 2005 erfolgten Abzug vielfach als Besatzer empfundenen Syrern vor. Er war ein politischer Gegner des früheren Ministerpräsidenten Rafic Hariri, der in einem Attentat auf seinen Fahrzeugkonvoi um das Leben kam. Im Jahr 2004 wurde er vom libanesischen Parlament im Widerspruch zur verfassungsmäßigen Amtszeitbeschränkung für weitere drei Jahre zum Staatsoberhaupt ernannt.
Um die Nachfolge Lahouds entbrannte in den Wochen vor dem Amtsende Lahouds ein Streit zwischen den pro-syrischen und anti-syrischen Parteien. Obwohl die Allianz des 14. März die Mehrheit im Parlament besitzt, konnte man sich nicht auf einen gemeinsamen Kandidaten einigen. Da die pro-syrische Opposition mit einem Boykott des Wahlgangs drohte, und somit das Parlament nicht beschlussfähig gewesen wäre, wurde die Wahl von Lahouds Nachfolger trotz des Ablaufs seiner Amtszeit am 23. November 2007 auf den 30. November verschoben. Lahoud hatte daraufhin wenige Stunden vor dem Ende seiner Amtszeit die Verantwortung für die Sicherheit und Stabilität des Landes an die libanesischen Streitkräfte übertragen. Er habe die Gefahr eines Ausnahmezustandes gesehen.
2001 wurde ihm die Ehrenbürgerschaft der Stadt Jerewan verliehen.